# Гелевера, Евмен Дмитриевич
Евмен Дмитриевич Гелевера (укр. Євмен Дмитрович Гелевера; 09.07.1916, Киевская область — 07.09.1998) — командир отделения сапёрного взвода 101-го гвардейского стрелкового полка 35-й гвардейской стрелковой дивизии, гвардии сержант — на момент представления к награждению орденом Славы 1-й степени.

## Биография
Родился 27 июня 1916 года в селе Лозовый Яр Яготинского района Киевской области. Украинец. В 1931 году окончил 7 классов, затем курсы трактористов. Работал трактористом.
В Красной Армии и на фронте с октября 1943 года. Воевал на Юго-Западном, 3-м Украинском и 1-м Белорусском фронтах. Участвовал в освобождении Запорожья, форсировании Днепра, уничтожении никопольско-криворожской группировки противника, освобождении юга Украины в ходе Березнеговато-Снигирёвской и Одесской операций, боях на магнушевском плацдарме, Висло-Одерской и Берлинской операциях.
Командир отделения сапёрного взвода 101-го гвардейского стрелкового полка гвардии сержант Гелевера в ночь на 14 января 1945 года перед началом наступления в ходе Висло-Одерской операции в районе населённого пункта Гловачув обеспечил проход в проволочном заграждении, через который пропустил наши наступавшие стрелковые подразделения.
Приказом командира 35-й гвардейской стрелковой дивизии от 31 января 1945 года за мужество, проявленное в боях с врагом, гвардии сержант Гелевера награждён орденом Славы 3-й степени.
В ночь на 6 марта 1945 года в составе штурмовой группы батальона под городом Китц проделал проход в заграждениях противника, снял 37 мин, обеспечил свободный путь к его траншеям.
Приказом по 8-й гвардейской армии от 5 мая 1945 года гвардии сержант Гелевера награждён орденом Славы 2-й степени.
23 апреля 1945 года при взятии пригорода Берлина Карлсхорст сапёр Гелевера обеспечивал проход стрелков через минные поля противника. 27 апреля 1945 года в уличном бою в Берлине, будучи раненным, продолжал разминирование, давая возможность подразделениям продвигаться вперёд.
Указом Президиума Верховного Совета СССР от 15 мая 1946 года за мужество, отвагу и героизм, проявленные в борьбе с захватчиками, гвардии сержант Гелевера Евмен Дмитриевич награждён орденом Славы 1-й степени.
В 1945 году старшина Гелевера демобилизован. Жил в селе Садовое Синельниковского района Днепропетровской области. Работал трактористом колхоза имени Калинина.
Награждён орденами Отечественной войны 1-й степени, Славы 1-й, 2-й и 3-й степени, медалями.
Умер 7 сентября 1998 года. Похоронен в селе Лубянка Синельниковского района.